# Marguerite d'Anjou (1273-1299)
Pour les articles homonymes, voir Marguerite d'Anjou.
Marguerite d'Anjou, née en 1273, morte le 31 décembre 1299, est comtesse d'Anjou et du Maine, fille de Charles II d'Anjou, roi de Naples et de Jérusalem, comte d'Anjou, du Maine et de Provence, et de Marie de Hongrie.
Son père lui donne en dot l'Anjou et le Maine quand elle épouse, le 16 août 1290, Charles de Valois (1270 † 1325), comte de Valois, fils de Philippe III le Hardi, roi de France, et frère de Philippe IV le Bel. De ce mariage, elle a :
- Isabelle (° 1292 † 1309), mariée en 1297 à Jean III (° 1286 † 1341) duc de Bretagne ;
- Philippe (° 1293 † 1350), comte de Valois, qui devient roi de France (Philippe VI) et fonde ainsi la dynastie des Valois ; il épouse Jeanne de Bourgogne puis Blanche de Navarre ;
- Jeanne (° 1294 † 1342), mariée en 1305 à Guillaume Ier d'Avesnes (° 1286 † 1337), comte de Hainaut ;
- Marguerite (° 1295 † 1342), mariée en 1310 à Guy de Châtillon († 1342), comte de Blois ;
- Charles II (° 1297 † 1346), comte d'Alençon, qui épouse Jeanne de Joigny puis Marie de la Cerda ;
- Catherine (° 1299 † 1300).